# Komoé
Komoé ili Comoé je rijeka u zapadnoj Africi koja izvire u Burkini Faso i većinom toka prolaz kroz Obalu Bjelokosti. Ulijeva se u Gvinejski zaljev, dio Atlantskog oceana.
Jedinim dijelom svog toka tvori prirodnu granicu između Burkine Faso i Obale Bjelokosti. Rijeka je duljine 750 kilometara, od kojih je na 48 kilometara plovna. Porječje rijeke obuhvaća oko 74.000 km2. 

## Zaštita
Rijeka u svom sjevernijem toku u Obali Bjelokosti prolazi Nacionalnim parkom Comoé, koji je zbog bogatstva biljnim i životinjskim vrstama 1983. uvršten na UNESCO-ov popis zaštićene svjetske prirodne baštine.

## Vanjske poveznice
|  | Zajednički poslužitelj ima još gradiva o temi Komoé |

- Hrvatska encikopedija, članak "Komoé"
- (en) Enciklopedija Britannica, članak "Komoé"